# ¡Aquí bomberos...!
¡Aquí bomberos...! és una pel·lícula amateur catalana dirigida per Jesús Angulo Bielsa i Antonio Antich Farré, estrenada el febrer de 1962, que va rebre el premi Ciutat de Barcelona de 1961. És un film de 16 mm, d'1 hora i 15 minuts de durada, a color, amb la veu en off en castellà. Angulo i Antich eren dos cineastes amateurs, socis de l'Agrupació Fotogràfica de Catalunya i de la secció de cine del Centre Excursionista de Catalunya, que es van unir per a realitzar aquesta pel·lícula.

## Argument
La pel·lícula és un homenatge al Cos de Bombers de Barcelona. La presentació és una alarma rebuda al parc de bombers, la sortida dels vehicles i quan aquests s'allunyen en la nit, comença la pel·lícula amb vistes nocturnes de la ciutat i les fogueres de la nit de Sant Joan, mentre al parc de bombers els telefonistes i bombers estan amatents per a una nova alarma. Continua amb unes pinzellades de la història dels Bombers de Barcelona; la instrucció i formació d'una nova promoció de bombers, i les proves que han de superar; diverses activitats dels bombers, com les reguardes de prevenció a les curses de cotxes o motocicletes, a la cavalcada de les festes de la Mercè, a la Fira de Mostres, o al Gran Teatre del Liceu. Finalitza amb diverses intervencions en incendis o salvaments, i escenes submarines de les pràctiques dels submarinistes a la Costa Brava. Conclou amb la veu en off homenatjant els homes d'aquest cos de bombers que mantenen l'esperit d'ajuda als altres.

## Projecció
Els directors de la pel·lícula no van voler explotar-la comercialment. Es va projectar per primer cop a la caserna Central, els dies 27 (tarda i nit) i 28 de gener de 1962, per als 3 torns de bombers de Barcelona, i el 13 de febrer següent es va projectar al cine Galeria Condal, al Passeig de Gràcia, assistint-hi personalitats municipals, cineastes, representants de bombers i altres personalitats.